# 獨裁者小說

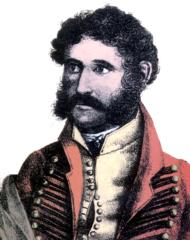
独裁者胡安·法昆多·基羅加（Juan Facundo Quiroga）

独裁者小说（西班牙語：novela del dictador）是拉丁美洲文學的一種文類，以典型的高地酋獨裁者為主題，具有警世性質。
独裁者小说啟發自19世紀多明戈·福斯蒂诺·萨米恩托的作品《法昆多》（批判阿根廷獨裁者罗萨斯的報導文學），在拉丁美洲文學爆炸中達到頂峰。萨米恩托确立了這類型小說的目标，既不是分析特定独裁者的统治，也不是歷史考究，而是探討权威人物普遍的抽象性质。Raymond L. Williams将此文類定义为從歷史紀錄创造虚构独裁者，使作者可以用具体的獨裁者形象解释暴權普遍性質的小說。
独裁者小说的故事通常有歷史原型，政治主题強烈，反思權威主義的普遍性質。一些小说中雖然出現真實存在的獨裁者，但會有大量虛構情節，且不會在書中分析经济和政治，例如奥古斯托·罗阿·巴斯托斯的《Yo, el Supremo》（巴拉圭的弗朗西亞）、马里奥·巴尔加斯·略萨的《山羊的盛宴》（多米尼加的特魯希略）。某一些小說中的獨裁者為虛構人物，如阿莱霍·卡彭蒂尔《Reasons of State》中的独裁者形象由好幾名歷史人物複合而成。
独裁者小说對拉丁美洲文学影響非常大，因为許多此類小說的作者拋棄了传统线性叙事，而採用模糊读者與角色視角的新穎叙事风格。

## 文学语境
拉丁美洲文學書寫威權政治的傳統可追溯至16世紀的墨西哥史學家卡斯蒂略與哥馬拉。19世紀拉丁美洲已經有批判政治權力的著作，如多明戈·福斯蒂诺·萨米恩托的《法昆多》。
獨裁者小說與1960至1970年的文學爆炸運動密不可分。Gerald Martin認為米格爾·安赫爾·阿斯圖里亞斯的《總統先生》（El señor Presidente,1946）是第一部真正的獨裁者小說，但直到文學爆炸才開始蓬勃發展。許多著名的獨裁者小說如《Yo, el Supremo》、《獨裁者的秋天》、《El recurso del método》在文學爆炸末期（1970年代）出版，Raymond L. Williams認為人們此後才普遍以“獨裁者小說”指稱探討軍事獨裁的作品，Sharon Keefe Ugalde認為這同時也是在風格產生重大革新的年代：小說打破傳統敘事角度，甚至從獨裁者的角度講述整個故事；作家也在書中探討“語言”的力量，以小說情節隱喻“暴權生自語言，也敗於語言”，例如《El Gran Burundún Burundá ha muerto》中獨裁者下令禁止了所有形式的語言。Gerald Martin認為獨裁者小說《Yo, el Supremo》代表了文學爆炸的結束。

## 主题與風格
独裁者小说结合了现代和后现代的叙事策略。阿萊霍·卡彭鐵爾是独裁者小说作家之一，開创了后来被称为魔幻现实主义的先河，但不是所有獨裁者小說都一定會採用這種書寫風格。
独裁者小说的重要主題是權力。除了獨裁者掌握的巨大權力，作家們用以發聲、谴责独裁者的工具——寫作—語言也具有同等強大的力量。例如，巴斯托斯的《Yo, el Supremo》中，小说主題围绕解構各種形式的話語權。
贯穿拉丁美洲独裁者小说的另一个主题，是本地獨裁者和美帝国主义的相互依存，在文學爆炸時期被頻繁討論。例如，在马里奥·巴尔加斯·略萨的《山羊的盛宴》 (The Feast of the Goat) 中，特鲁希略在失去中情局的支持后不久就面临严重反对，此前因其反共倾向被关押超过32年。
性別也是獨裁者小說的重要主題。拉丁美洲的國家肖像經常強調健康、快樂、多產和愛國的女性的重要性，但許多名著諷刺政府的言行不一——經常將積極的公民預設成男性。男子氣概的探討在獨裁者小說中經久不衰，某些時候反映現實社會的性別暴力與厭女現象。

## 歷史語境

### 真實的独裁者
自独立以来，拉丁美洲国家一直受到专制政权的控制，依舊擺脫不了殖民的陰影——其中一个群体统治另一个群体。殖民歷史也造成了種族衝突，以強勢的政府權威壓制它卻使得暴君藉機诞生。为了获得无限权力，独裁者经常修改宪法，废除阻止他们连任的法律。典型的獨裁者形象為男性，具有军国主义色彩，几乎拥有绝对的个人权力，强硬策略包括放逐或监禁反对派，打击新闻自由，建立由强大军事力量支持的中央政府，并完全控制自由思想 。尽管有許多負面批评，部分獨裁者依舊對國家有正面貢獻，特别是在大萧条期间，拉丁美洲激进主义政府抓準了時機，使进口替代工业化更成功——国际贸易崩溃意味着本地制造商可以填补出口消失而留下的市场空白。
二十世纪美国对拉美政治的干预也成为独裁者小说的主题。本地独裁者在利於自己的情況下接受美国的军事和财政支持，但也转而通过反美、愛國运动取得人民的支持。

### 「國父」計畫
1967年，在与阿萊霍·卡彭鐵爾、胡利奧·科塔薩爾和米格爾·奧特羅·席爾瓦（Miguel Otero Silva）会面期间，墨西哥作家卡洛斯·富恩特斯发起了一个計畫，由一系列描繪拉丁美洲独裁者的传记组成，計畫名稱為“國父”（Los Padres de la Patria）。原定由马里奥·巴尔加斯·略萨負責曼努埃爾·奧德里亞，豪爾赫·愛德華（Jorge Edwards）負責巴爾馬塞達·費爾南德斯，何塞·多諾索負責馬里亞諾·梅爾加雷霍，胡利奧·科塔薩爾負責伊娃·裴隆。该計畫沒有完成，但它激发了拉丁美洲文学爆炸時期的一系列小说，如卡彭鐵爾、羅阿·巴斯托斯、馬奎斯和巴尔加斯·略萨。

## 流派與演變

### 先驅

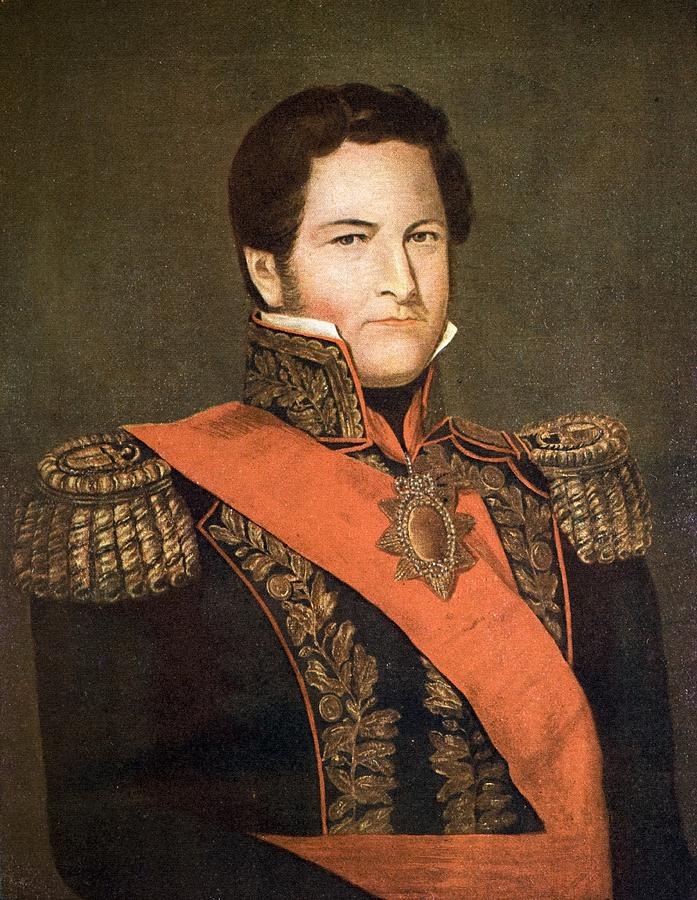
胡安·曼努埃尔·德·罗萨斯的肖像

多明戈·福斯蒂诺·萨米恩托《法昆多》和何塞·馬莫爾的《阿马利亚》均出版于19世纪，都是20世纪独裁者小说的先驱。《法昆多》是一部社会学论文，但作者又藉由批評18世紀的獨裁者胡安·法昆多·基羅加（Juan Facundo Quiroga）來諷刺當時的阿根廷領導人胡安·曼努埃尔·德罗萨斯，是第一次有人在著作中質疑獨裁者為何能夠掌握龐大權力。同時，作者又廣泛的調查阿根廷的历史與文化，其探討主題之廣使之至今仍被視為拉美文學的奠基者之一。萨米恩托自敘“在小说文本中，小说家通过无所不知的声音取代了上帝”，從而使寫作與力量（話語權）產生了關聯，後世的獨裁者小說襲承了這個精神。
《Amalia》以后殖民时代的布宜诺斯艾利斯为背景，由两部分组成，是作者本人的半自传，讲述罗萨斯統治下的生活，也试图将独裁问题视为一种结构问题。
二十世纪初，西班牙作家拉蒙·德尔瓦莱-因克兰的文學批評《Tirano Banderas》 (1926) 对那些以批判权力结构和现状为目标的作家产生了关键影响。

### 经典独裁者小说
- 《總統先生》（El señor Presidente，1946）是危地馬拉諾貝爾文學獎得主、外交官米格爾·安赫爾·阿斯圖里亞斯於1946年創作的小說。小說探討了獨裁的本質及其對社會的影響，是公開譴責拉丁美洲獨裁者的政治小說[18]。雖然小說沒有明確指出其背景，但主角的原型來自1898-1920年該國的總統曼努埃尔·何塞·埃斯特拉达·卡夫雷拉[18]。通過時空設定的曖昧不清，《總統》代表了與以往敘事的決裂。在此之前，人們一直根據政治小說的寫實程度來評斷其優劣[19]。阿斯圖里亞斯對夢境意象、擬聲詞、明喻和重複的獨特使用，加上風格和觀點的突然變化所組成的不連續結構，源於超現實主義和極端主義的影響[20]。此外，它前衛地使用了一種後來被稱為魔幻現實主義的文學技巧[21]。《總統先生》後續影響了一個世代的拉丁美洲作家，成為早期的"新小說"和拉丁美洲文學爆炸的先驅[21]。

- 豪爾赫·薩拉米亞·波達（Jorge Zalamea）的《偉大的布隆敦布隆達已死》（El gran Burundún Burundá ha Muerto，1951）描述了虛構獨裁者“Burundún”的崛起、執政與葬禮[22]。然而在葬禮中，獨裁者的屍體不知何故被一隻巨大的鸚鵡取而代之，與大量的文件糾纏包裹在一起[7]。Keefe Ugalde認為《Burundún Burundá》在獨裁者小說的演變過程中佔據了重要的中間點[23]。

- 安立奎·拉弗卡德（Enrique Lafourcade）的 《阿哈布國王的盛宴》（La Fiesta del rey Acab，1959）描繪了虛構的獨裁者César Alejandro Carrillo Acab，並以有力而尖銳的諷刺針對特魯希略和其他類似的政權。

- 阿萊霍·卡彭鐵爾《國家的理由》（El recurso del método，1974）的主角綜合了幾位真實人物，其中最著名的是古巴獨裁者格拉多·馬查多。[24] 這個虛構的人物為了追求精緻，在歐洲度過了他的半生[24]，可聯想到薩米恩托著作中“文明與野蠻的二分法”。這部小說本質上是悲喜劇，是卡彭鐵爾唯一一部結合了悲劇和喜劇元素的小說[24]。

- 奧古斯托·羅阿·巴斯托斯的《我，至高無上》（Yo, el Supremo，1974）在關於19世紀巴拉圭獨裁者何塞·加斯帕爾·羅德里格斯·德·弗朗西亞的真實紀錄中參雜虛構故事[25]，其書名“至尊”（El Supremo）源於史實弗朗西亞的自稱。小說利用非傳統的寫作手法，由各具特色的不同話語構成，而且它們之間的界限往往很模糊[26]。

- 加布列·加西亞·馬奎斯的《族長的秋天》（1975）詳細描述200多歲的虛構獨裁者El Macho的生活[10]。本書分為六個部分，每個部分都重述擁有無限權力的典型加勒比暴君的同一個故事。虛構的獨裁者源於數名現實生活中的獨裁者，包括哥倫比亞的皮尼利亞、西班牙的佛朗哥和委內瑞拉的戈麥斯。小說的關鍵人物之一是致力於服務獨裁者的印第安將軍Saturno Santos[27]。作者在小說中提出了一個有趣的矛盾：“拉丁美洲的‘族長’（指獨裁者）們把他们最亲密的支持归功于他们长期以来的受害者；如果沒有印第安人，美洲的革命是不可想像的”[28]。作者的祖國哥倫比亞不承認該國的印第安人口，因此他更謹慎的說明印第安人對拉丁美洲的重要性[28]。

- 露易莎·華倫蘇埃拉的《蜥蜴尾巴》（Cola de lagartija，1983）書名來自一種酷刑名稱[5]，設定在胡安·裴隆於1973年返回阿根廷後的時期，當時阿根廷總統深受荷西·羅培茲·雷加（José López Rega）的影響。這部小說專門探討了在軍事壓迫政權下男女關係的性質。

- 托馬斯·埃洛伊·馬丁尼茲（Tomás Eloy Martínez）的《裴隆的小说》（La Novela de Perón，1985）混合使用了歷史事實、虛構和文獻，重述了阿根廷總統胡安·多明戈·裴隆的生平故事[6]。作者構建了這位史實人物一個更私人的形象，而不是準確符合歷史的。這種分析方法深入研究了裴隆的早年經歷和教養，以將他晚年行為的動機理論化，可以與薩米恩托對法昆多的類似分析方式聯繫起來[5]。

- 加布列·加西亞·馬奎斯的《迷宮中的將軍》（El general en su laberinto，1989）虛構了西蒙·玻利瓦生命最後的日子。玻利瓦在現實中被奉為偉大的解放者，從西班牙統治下解放了後來成為委內瑞拉、玻利維亞、哥倫比亞、秘魯和厄瓜多爾的領土。然而，小說中的將軍並沒有被描繪成傳統歷史所呈現的光榮英雄； 相反，馬奎斯創造了一個可悲的主角，一個身體疾病、精神疲憊、過早衰老的人[29]。

- 馬里奧·巴爾加斯·略薩的《山羊的盛宴》（La fiesta del chivo，2000）講述了拉斐爾·特魯希略的晚年。故事中特魯希略因為他在多米尼加共和國的統治地位減弱而感到憤怒，儘管由於他的反共立場而成為美國的長期盟友，但美國政府在發現他廣泛侵犯人權後撤回支持[10]。小說包括數個相互交織的故事線——特魯希略、他的殺手，以及他的顧問的女兒Urania Cabral——以Urania的故事開始和結束，根據記憶和過去對現在的影響來構建敘事[23]。小說揭示了多米尼加過去和現在的政治和社會環境[10] 。

### 半独裁者小说
討論政治但不以独裁者的统治为中心的拉丁美洲小说被非正式地归类为“半独裁者小说”。例如胡利奥·科塔扎尔的《Libro de Manuel》（1973）是一部關於城市游擊隊及革命的后现代小说，它要求读者审视更广泛的社会问题，如语言、性和“解釋的方式”（the modes of interpretation）。《In the Time of the Butterflies》（1994），朱莉婭·阿爾瓦雷斯（Julia Álvarez）讲述了史實人物米拉巴尔（Mirabal）姐妹的故事，她们是反对特鲁希略政權的異議人士。这部小说试图阐明官方對米拉巴尔姐妹死亡的模糊紀錄，不是为了确定她们发生了什么，而是确定她們如何影响國家的政治。在仿日记〈Intimate Diary of Solitude〉（詩集《Empire of Dreams》的章節，1994）中，主角射杀了文學爆炸的敘述者反抗他对虚构叙事的独裁控制。罗伯托·博拉尼奥的《遥远之星》（1996）的故事始于1973年9月11日，当时奥古斯托·皮诺切特对智利总统萨尔瓦多·阿连德發動了政变。作家兼文学教授雷蒙德·莱斯利·威廉姆斯（Raymond Leslie Williams）将上述小说描述为半独裁小说，屬於政治小說，但其主题不同于独裁小说，脫離了“故事的權力結構”（the politics of the stories）。

## 遺緒
虽然很难确定19世纪独裁者小说的确切起源，但它的影响了整個拉丁美洲文学。大部分小说创作于20世纪中叶，各有独特的文风，运用“新小说”的手法，摒弃传统文学现实主义的形式结构， 认为“現實很容易觀察”的假設是一个叙述缺陷。作为一种体裁，独裁小说重新定义了“小说”的文学概念，以迫使读者审视政治和社会习俗如何影响他们的日常生活。因此，故事在地域政治和社会问题方面傾向探討普世性質，因此會進行解構——扭曲客觀的時間線、拆解現實以分析，這種書寫習慣使读者得以積極的主動解讀文本。除了叙事实质外，小说家还重新定义了作者、叙述者、人物、情节、故事和读者的正式文学类别，以检验“作者”与“权威”之间的词源联系，其中小說家的形象（作者）对故事的讲述变得非常重要。在独裁者小说中，作家们质疑小说家掌握話語特權的传统敘事角色等同於扮演了独裁者的角色。